# Kommunbrauhaus (Windischeschenbach)

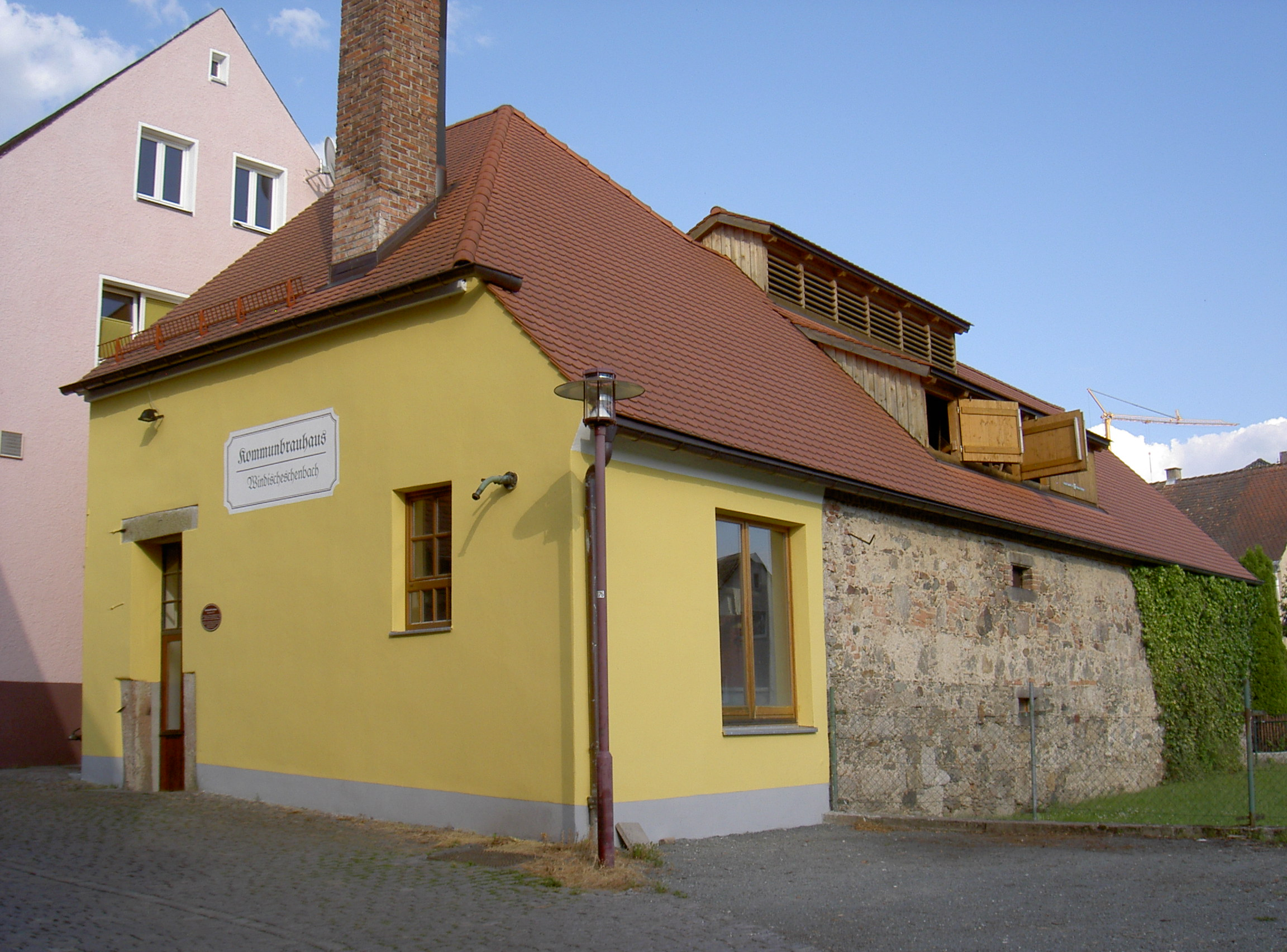
Kommunbrauhaus in Windischeschenbach

Das Kommunbrauhaus in Windischeschenbach, einer Stadt im Oberpfälzer Landkreis Neustadt an der Waldnaab in Bayern, wurde 1852 errichtet und 1928 umfassend renoviert. Das Kommunbrauhaus an der Hauptstraße 24 ist ein geschütztes Baudenkmal. 
Der eingeschossige langgestreckte Satteldachbau hat nach Norden ein Halbwalmdach. Das Bruchsteinmauerwerk ist zum Teil verputzt. 
Die technische Ausstattung der Braustätte ist noch vorhanden und der Zoigl wird von den Bürgern weiterhin gebraut.